# شهرستان فایت (ایندیانا)
شهرستان فایت، ایندیانا (به انگلیسی: Fayette County, Indiana) شهرستانی در ایالات متحده آمریکا است که در ایندیانا واقع شده‌است.